# Краснов, Михаил Леонтьевич
Михаил Леонтьевич Краснов (1925 — 2002) —  советский и российский математик, кандидат физико-математических наук (1957), профессор (1980).

## Биография
Родился в семье учителя естественнонаучных предметов в сельской школе Леонтия Михайловича Краснова, после Октябрьской революции и Гражданской войны работавшего преподавателем в Оренбургском педагогическом институте и учительницы словесности в сельской школе, затем домохозяйки Елены Михайловны. Был единственным ребёнком в семье, родители умерли в 1970. В 1933 начал обучение в средней школе, которую не закончил, поскольку в июне 1943 пошёл добровольцем на фронт Великой Отечественной войны, стал рядовым. Тем же летом послан на лошади с донесением в соседнюю часть, попал под артиллерийский обстрел, лошадь под ним убило
осколком, его самого контузило. Пошёл дальше пешком, но оказался на оккупированной территории и уничтожил донесение, после чего через два дня вышел к расположению РККА. Был направлен на проверку в Смерш, где был избит (его приняли за шпиона) и приговорён к расстрелу, но отправлен в штрафбат. После ранения был отправлен в военное училище в Оренбурге, где сумел повидаться с родителями. После окончания военного училища в звании младшего лейтенанта направлен командиром взвода в 1941-й артиллерийский полк 10-го артиллерийского корпуса на 1-й Украинский фронт, в составе которого служил до октября 1945. За время боевых действий был несколько раз ранен.
В 1946 поступил на механико-математический факультет МГУ, который в 1951 окончил с отличием. В том же году по распределению пришёл работать на кафедру высшей математики МЭИ как ассистент. В 1953 поступил в аспирантуру на той же кафедре, которую окончил в 1956, и продолжил работать ассистентом. В 1957 защитил кандидатскую диссертацию, посвящённую некоторым вопросам, связанным с уравнениями эллиптического типа. В 1961 становится доцентом кафедры высшей математики. В 1986 по состоянию здоровья ушёл на
пенсию, при этом продолжал работать в МЭИ до 1991 на четверть профессорской ставки. В это время разботал над шеститомником «Вся высшая математика», был членом редакционного совета МЭИ, работал в Совете по математическому образованию при Министерстве высшего и среднего специального образования СССР. В последние годы тяжело болел. Похоронен на Щербинском кладбище.

## Публикации
- Краснов М. Л., Киселёв А. И., Макаренко Г. И. Функции комплексного переменного. Операционное исчисление. Теория устойчивости. — М. : Наука, 1971. — 255 с.[1]
- Краснов М. Л., Киселёв А. И., Макаренко Г. И. Интегральные уравнения. — М. : Наука, 1976. — 216 с.[2]
- Краснов М. Л., Киселёв А. И., Макаренко Г. И. Векторный анализ. — М. : Наука, 1978. — 140 с.[3]